# Ciego de Ávila (provincie)
Ciego de Ávila je kubánská provincie v centrální části ostrova. Jejím správním centrem je stejnojmenné město Ciego de Ávila. Provincie má plochu 6 971,64 km² a přibližně 435 000 obyvatel. Na západě sousedí s provinicií Sancti Spíritus a na východě s Camagüey. Pod správu provincie patří i části souostroví Jardines del Rey (Atlantský oceán) a Jardines de la Reina (Karibské moře). Reliéf provincie je nížinatý. Provincii křižuje silnice Carretera Central táhnoucí se přes celý ostrov ve směru západ-východ.
Provincie se skládá z 10 municipalit:
- Chambas
- Morón
- Bolivia
- Primero de Enero
- Ciro Redondo
- Florencia
- Majagua
- Ciego de Ávila
- Venezuela
- Baraguá